# فرناندو غاغو
فرناندو روبين غاغو (من مواليد 10 أبريل 1986) هو مدرب كرة قدم أرجنتيني ولاعب سابق. وهو المدرب الحالي لنادي نيكاكسا في الدوري المكسيكي الممتاز.
خلال مسيرته الكروية التي استمرت 16 عامًا مع النادي، والتي كانت محدودة بسبب الإصابات الخطيرة المتعددة، لعب فرناندو كلاعب خط وسط دفاعي وصانع ألعاب عميق لصالح بوكا جونيورز وريال مدريد وروما وفالنسيا وفيليز سارسفيلد.
لعب فرناندو مع المنتخب الأرجنتيني من عام 2007 إلى عام 2017، ومثل الأرجنتين في كأس العالم لكرة القدم 2014 وفي بطولة كوبا أمريكا في أعوام 2007 و2011 و2015، كما فاز بالميدالية الذهبية في أولمبياد 2008.
كمدير فني، قاد نادي ألدوسيفي ونادي راسينغ في الدوري الأرجنتيني الممتاز، وفاز بكأس السوبر مرتين.

## المسيرة الكروية

### بوكا جونيورز
ولد فرناندو في سيوداديلا، بوينس آيرس الكبرى، وجاء من أقسام الشباب في بوكا جونيورز. خاض أول مباراة احترافية له مع بوكا في الفوز 1-0 على كويلميس في 5 ديسمبر 2004، في بطولة Torneo Apertura. في 1 أكتوبر 2006، سجل أول هدف احترافي في مسيرته والهدف الوحيد في فترته الأولى مع بوكا في فوز 3-2 على فيليز سارسفيلد في لا بومبونيرا.

### ريال مدريد
في 21 ديسمبر 2006، أكد نادي ريال مدريد التعاقد مع فرناندو مقابل 6.1⁄2عقد مقابل رسوم قدرها 20 مليون يورو، يسري اعتبارًا من بداية العام التقويمي. جاء توقيعه بعد فترة وجيزة من توقيع عقد مع زميله الأرجنتيني الشاب جونزالو هيجواين من ريفر بليت، والظهير البرازيلي المراهق مارسيلو.
شارك لأول مرة في 7 يناير 2007 في مباراة خسرها الفريق 2-0 أمام ديبورتيفو لا كورونيا في الدوري الإسباني، حيث شارك مع إيمرسون في خط الوسط الدفاعي على حساب محمدو ديارا وتم استبداله بالمهاجم رونالدو بعد 58 دقيقة؛ وعلقت صحيفة دياريو أس الرياضية المحلية بأنه لم يؤثر على المباراة تقريبًا. في 20 مايو، خارج أرضه أمام ريكريتيفو دي هويلفا في المباراة الخامسة والثلاثين، تسبب في ركلة جزاء ولكن في الوقت بدل الضائع ساعد روبرتو كارلوس في الفوز 3-2 حيث حافظ ريال مدريد على تحديه في الدوري، وفاز بالدوري في النهاية.

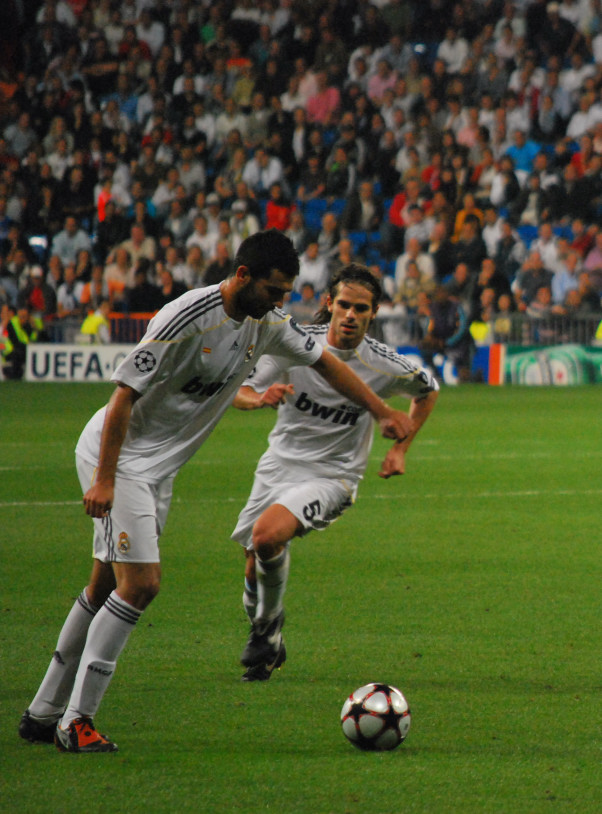
فرناندو (يمين) يلعب مع ريال مدريد في سبتمبر 2009

في أغسطس 2008، أصيب فرناندو في أربطة ركبته اليسرى في مباراة ودية ضد بينارول، وغاب عن بداية الموسم الجديد. عاد في 17 سبتمبر لمباراة في دوري أبطال أوروبا UEFA ضد نادي باتي بوريسوف، وغادر المباراة بعد 36 دقيقة بسبب إصابة في العضلة ذات الرأسين الفخذية اليسرى وابتعاده عن الملاعب لمدة شهر آخر. في 7 ديسمبر، سجل هدفه الوحيد في 121 مباراة مع ريال مدريد، معادلاً النتيجة في خسارة 4-3 أمام إشبيلية في ملعب سانتياغو برنابيو؛ في 31 يناير 2009، حصل على البطاقة الحمراء الوحيدة له مع النادي في فوز 2-0 خارج أرضه على نومانسيا.
قبل موسم 2009-2010، تنازل فرناندو عن قميصه رقم 8 للوافد الجديد كاكا ليحصل على الرقم 5 الذي أصبح شاغرًا بعد عودة فابيو كانافارو إلى يوفنتوس؛ فقد كان يتوق إلى الرقم لأنه كان يرتديه زين الدين زيدان من قبل. لم يشارك فرناندو في أي مباريات لمدة ثلاثة أشهر مع ريال مدريد في الفترة من عام 2009 إلى عام 2010. تحت قيادة مدرب ريال مدريد الجديد جوزيه مورينيو من عام 2010، عانى فرناندو من الحصول على وقت للعب بسبب فترة الإصابة الطويلة وتفضيل مورينيو للثنائي تشابي ألونسو وسامي خضيرة في خط الوسط الدفاعي.

### إعارة إلى روما
في 31 أغسطس 2011، انتقل فرناندو على سبيل الإعارة إلى نادي روما الإيطالي في الدوري الإيطالي الدرجة الأولى، بهدف الانتقال الدائم، حتى نهاية موسم 2011-12. تم منح قميصه رقم 5 إلى نوري شاهين الذي تم التعاقد معه مؤخرًا، وهو لاعب سابق في نادي بوروسيا دورتموند. عند وصوله إلى العاصمة الإيطالية، دحض الاقتراحات التي تقول إنه يشبه زميله الجديد دانييلي دي روسي كثيرًا، قائلاً إن الثنائي لديه اختلافات من شأنها أن تعمل بشكل جيد معًا.
شارك فرناندو لأول مرة في 11 سبتمبر في خسارة 2-1 على أرضه أمام كالياري، كبديل لألياندرو روسي في آخر 15 دقيقة. سجل هدفه الوحيد مع روما ضد ليتشي في 20 نوفمبر، بتسديدة بعيدة المدى في فوز 2-1؛ وبعد أسبوعين طُرد في هزيمة 3-0 أمام فيورنتينا.
بالمقارنة بمواسمه السابقة في ريال مدريد، كان العام الذي قضاه فرناندو في روما خاليًا من الإصابات. بعد احتلاله المركز السابع، لم يتمكن الجيالوروسي من تلبية عرض مدريد البالغ 7 ملايين يورو لجعل الصفقة دائمة.

### فالنسيا وفيليز سارسفيلد على سبيل الإعارة
في 19 يوليو 2012، بعد فترة وجيزة من عودته من الإعارة إلى ريال مدريد، اشترى فالنسيا فرناندو مقابل رسوم تقدر بنحو 3.5 مليون يورو، في صفقة مدتها أربع سنوات. ظهر لأول مرة في 19 أغسطس، حيث لعب 90 دقيقة كاملة في مباراة خارج أرضه انتهت بالتعادل 1-1 ضد ناديه السابق.
في يناير 2013، وقع فيليز سارسفيلد مع فرناندو على سبيل الإعارة لمدة ستة أشهر دون خيار الشراء. وكان قد رفض في السابق عروضاً من روسيا وتركيا. كانت فترة وجوده القصيرة في El Fortín مليئة بمشاكل العضلات والركبة. في مبارياته السبع، تمكن من تسجيل هدف واحد، مختتمًا فوزًا بنتيجة 3-0 على أرضه على ديبورتيس إيكويكي من تشيلي في المرحلة الثانية من بطولة كوبا ليبرتادوريس 2013 في 20 فبراير.

### العودة إلى بوكا جونيورز
اشترى نادي بوكا جونيورز 50% من حقوق لعب فرناندو من نادي فالنسيا مقابل رسوم قدرها 1.7 مليون يورو في يوليو 2013. وقع عقدًا لمدة ثلاث سنوات بهدف الانضمام إلى تشكيلة الأرجنتين في كأس العالم لكرة القدم 2014. في 13 سبتمبر 2015، في مباراة السوبر كلاسيكو خارج أرضه أمام ريفر بليت، غادر المباراة بعد 24 ثانية بسبب إصابة في وتر أخيل الأيسر؛ وعاد إلى اللعب في أواخر يناير.
في 24 أبريل 2016، تعرض فرناندو لنفس الإصابة بعد 44 دقيقة في مباراة فريقه على أرضه أمام ريفر بليت، وعاد في نهاية نوفمبر. في مارس 2017، تم تمديد عقده لمدة ثلاث سنوات أخرى. تعرض لإصابة أخرى أثناء أداء واجبه الدولي في أكتوبر من ذلك العام، ولم يتعاف حتى مايو 2018.
وصل بوكا جونيورز إلى نهائي كوبا ليبرتادوريس 2018 ضد غريمه ريفر بليت، وكان لا بد من لعب مباراة الإياب على ملعب نادي فرناندو السابق في مدريد بسبب أعمال الشغب. دخل بديلا للقائد بابلو بيريز في الدقيقة 89 قبل أن تذهب المباراة إلى الوقت الإضافي، وتعرض لإصابة أخرى في وتر العرقوب في الدقيقة 116. بعد استخدام جميع التبديلات الأربعة وطرد ويلمار باريوس، خسر بوكا بنتيجة 3-1 مع تسعة لاعبين.

### العودة إلى فيليز سارسفيلد
قبل موسم 2019-20، تم إطلاق سراح فرناندو من قبل بوكا ووقع عقدًا لمدة عام واحد مع فيليز سارسفيلد. وكان مديره الجديد هو زميله السابق في ريال مدريد والمنتخب الوطني، جابرييل هاينز. عاد بعد تسعة أشهر في 24 أغسطس 2019 بفوز 3-1 على أرضه على نيولز أولد بويز. في نوفمبر 2020، أعلن فرناندو اعتزاله كرة القدم الاحترافية في سن 34 عامًا.

## المسيرة الدولية

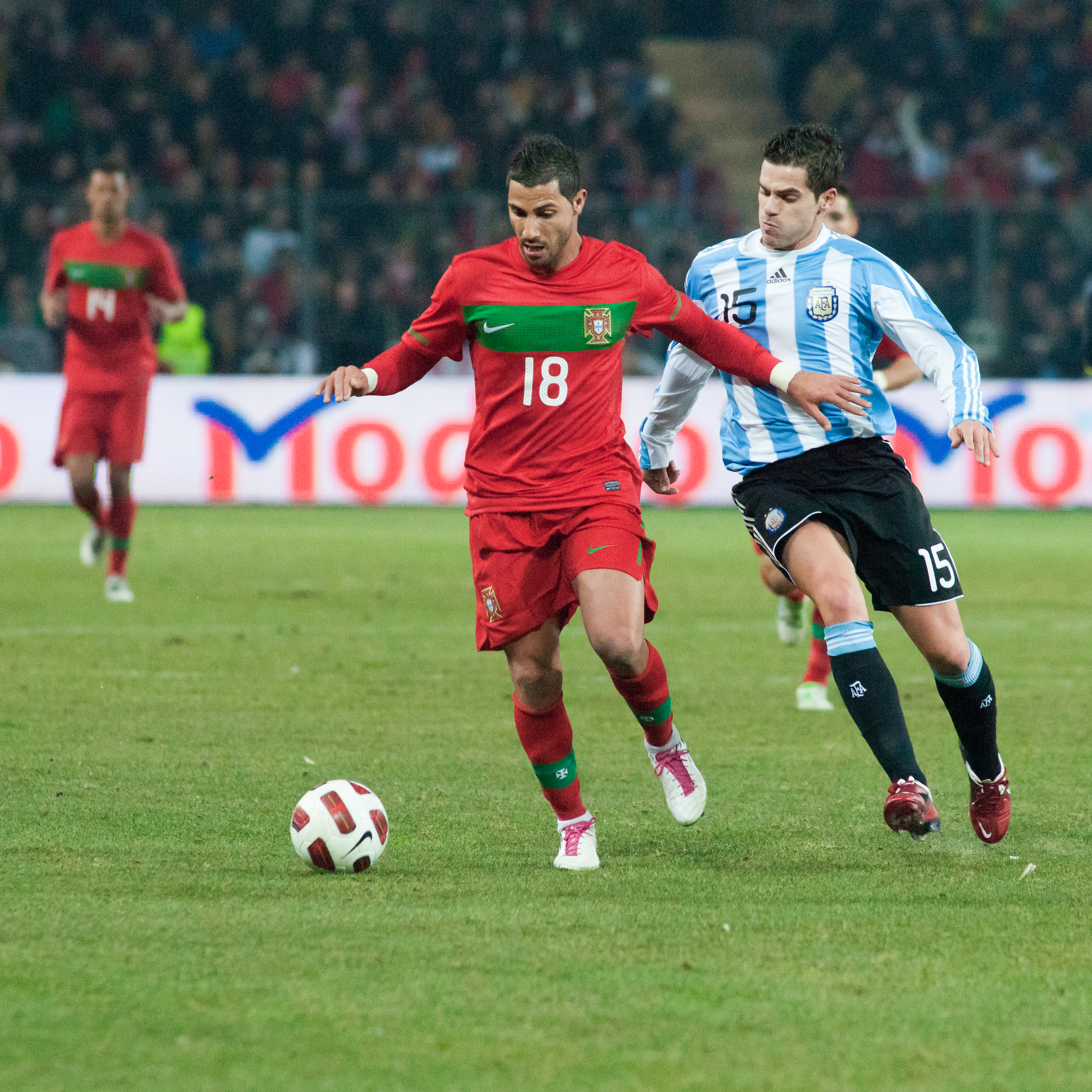
غاغو يتحدى الكرة ضد ريكاردو كواريسما من البرتغال في مباراة ودية عام 2011

كان فرناندو جزءًا من فريق تحت 20 عامًا الذي فاز ببطولة العالم للشباب لكرة القدم عام 2005. لعب أول مباراة دولية له في 7 فبراير 2007 في مباراة ودية انتهت بفوز المنتخب الوطني 1-0 خارج أرضه على فرنسا. لعب في بطولة كوبا أمريكا 2007، وكان جزءًا من الفريق الذي فاز بالميدالية الذهبية في أولمبياد 2008.
كان فرناندو واحدًا من أكثر من 100 لاعب استخدمهم دييغو مارادونا في تصفيات كأس العالم 2010، ولكنه كان أيضًا أحد أبرز الغائبين عن البطولة النهائية في جنوب أفريقيا. وعاد إلى تشكيلة المنتخب في بطولة كوبا أمريكا 2011.
تم اختيار فرناندو ضمن تشكيلة الأرجنتين المكونة من 23 لاعباً لكأس العالم 2014. شارك لأول مرة في كأس العالم في المباراة التي هزمت فيها الأرجنتين البوسنة والهرسك 2-1 في ملعب ماراكانا، حيث دخل كبديل لهوجو كامبانيارو في الشوط الثاني. تم اختياره في التشكيلة الأساسية للمباراة الثانية للفريق، والتي انتهت بفوز البرازيل 1-0 على إيران في بيلو هوريزونتي، وظل لاعبًا أساسيًا حتى تم استبداله بلوكاس بيليا في ربع النهائي. حل فرناندو محل إنزو بيريز بعد 86 دقيقة من المباراة النهائية، التي خسرتها الأرجنتين 0-1 أمام ألمانيا بعد الوقت الإضافي.
في 5 أكتوبر 2017، عاد فرناندو إلى المنتخب الوطني ضد بيرو. وفي مباراته الدولية الأخيرة، تعرض لإصابة في الرباط الصليبي في ركبته اليمنى.

## أسلوب اللعب
كان فرناندو يستمتع بالعمل في دور المدافع في بوكا جونيورز، حيث كان يعمل كصانع ألعاب عميق أمام الدفاع، بسبب ذكائه وقدرته على التحكم في اللعب في خط الوسط بتمريراته؛ كما لعب أيضًا دورًا مشابهًا مع المنتخب الأرجنتيني وأندية أخرى. عند وصوله إلى أوروبا في عام 2006، تمت مقارنته بمواطنه ولاعب ريال مدريد السابق فرناندو ريدوندو، بسبب قدرته على بناء اللعب وكسر هجمات الخصوم، مما مكنه من المساهمة هجوميًا ودفاعيًا. ووصفت صحيفة "ماركا" الإسبانية فرناندو في ملفه الشخصي مع ريال مدريد بأنه "لاعب كرة قدم ديناميكي للغاية يعتمد في لعبه على حركة الكرة". كما أنه قادر على الوصول إلى منطقة جزاء الخصم، ويمتلك رؤية هائلة للعبة، ويمكنه تغطية مساحة كبيرة ويعرف كيفية حماية الكرة.

## المهنة الإدارية

### ألدوسيفي
في 17 يناير 2021، تم تعيين فرناندو مديرًا لفريق ألدوسيفي من الدرجة الأولى الأرجنتينية. خسر 2-1 على أرضه أمام جودوي كروز في أول ظهور له في 14 فبراير. استقال في 27 سبتمبر بعد سلسلة من ست هزائم متتالية تركت الفريق في المركز 23.

### نادي السباق
عاد فرناندو إلى العمل في 21 أكتوبر 2021، ووقع عقدًا مع نادي راسينغ حتى نهاية العام التالي. وبعد يومين، خسر 2-1 في أول ظهور له أمام روساريو سنترال.
في يونيو 2022، وعلى الرغم من الإقصاء من بطولة كوبا الأرجنتين وكوبا سود أمريكانا، تم تجديد عقد فرناندو لمدة عام آخر. أنهى الفريق الموسم المحلي وصيفًا لبوكا، الذي بدأ اليوم الأخير متقدمًا بنقطة واحدة حيث تعادل الفريقان في مبارياتهما؛ حصل راسينج على ركلة جزاء كانت ستمنحهم اللقب، لكن فرانكو أرماني لاعب ريفر بليت تصدى لتسديدة جوناثان جالفان. في 6 نوفمبر، فاز فريقه 2-1 على بوكا في كأس أبطال الدوري المحترف بهدف في الوقت الإضافي من كارلوس ألكاراز؛ وشهدت المباراة 11 بطاقة حمراء بما في ذلك احتفاله ومدرب الفريق المنافس هوغو إيبارا.
في كأس السوبر الدولي 2022، الذي أقيم في 20 يناير التالي في أبو ظبي، فاز فريق فرناندو مرة أخرى على بوكا بنفس النتيجة من خلال ركلة جزاء من جونزالو بيوفي في الدقيقة السابعة من الوقت بدل الضائع. سقط راسينغ أمام نفس الفريق في ربع نهائي كأس ليبرتادوريس 2023 بركلات الترجيح، وبعد أيام هُزم بنتيجة 5-3 على أرضه أمام نادي أتليتيكو هوراكان في دور الستة عشر من كأس الأرجنتين. في 30 سبتمبر 2023، وبعد هزيمة 2-0 على أرضه أمام إنديبندينتي في ديربي أفيلانيدا، استقال تحت ضغط من المشجعين.

### غوادالاخارا
في 20 ديسمبر 2023، أعلن نادي جوادالاخارا المكسيكي عن تعيين فرناندو مدربًا جديدًا له في البطولة الختامية 2024(Clausura 2024). في 10 أكتوبر 2024، أنهى فرناندو عقده مع جوادالاخارا من خلال تغطية نفقات شرط خروجه.

### بوكا جونيورز
في 14 أكتوبر 2024، أعلن نادي بوكا جونيورز عن تعيين فرناندو مدربًا جديدًا له. في 29 أبريل 2025، تم إعفاء فرناندو من منصبه بعد الهزيمة في السوبر كلاسيكو.

### نيكاكسا
في 12 يونيو 2025، عاد فرناندو إلى المكسيك لتولي منصب المدرب الرئيسي في نيكاكسا.

## الحياة الشخصية
كان فرناندو وسيرجيو أجويرو وليونيل ميسي جميعًا زملاء في الفريق عندما كانوا أطفالًا في الأرجنتين. فاز الثلاثة معًا ببطولة العالم للشباب لكرة القدم 2005 في هولندا.
فرناندو هو من عشاق الأدب والفن. أول شيء فعله بعد وصوله إلى إسبانيا هو زيارة متحف برادو. حصل على لقب "El Pintita" (يعني تقريبًا "الطفل الصغير الذي يحاول أن يبدو جيدًا" باللغة الإنجليزية) منذ أن وبخه رامون مادوني بسبب اللعب بشعره. كما أن زملائه في فريق بوكا جونيورز كانوا ينادونه بهذا الاسم لأن مدرب فريق الشباب كان يوبخه قائلاً: "توقف عن محاولة الظهور بمظهر جيد واركض!"
كان فرناندو متزوجًا من لاعبة التنس المحترفة جيزيلا دولكو وأنجب منها ولدين وابنة. انفصل الزوجان في عام 2021، بعد أن أقام علاقة غرامية مع إحدى صديقاتها.
في سبتمبر 2005، توفي والد فرناندو بسبب سكتة دماغية بينما كان فرناندو يلعب مع بوكا جونيورز ضد راسينج كلوب. في فبراير 2021، توفي شقيقه بنفس الطريقة بينما كان فرناندو يدير ألدوسيفي ضد نفس النادي.

## الإحصائيات

### النادي
| النادي                   | الموسم                   | الدوري                   | الدوري    | الدوري  | الكأس     | الكأس   | القارة    | القارة  | غيرها     | غيرها   | إجمالي    | إجمالي  |
| النادي                   | الموسم                   | القسم                    | التطبيقات | الأهداف | التطبيقات | الأهداف | التطبيقات | الأهداف | التطبيقات | الأهداف | التطبيقات | الأهداف |
| ------------------------ | ------------------------ | ------------------------ | --------- | ------- | --------- | ------- | --------- | ------- | --------- | ------- | --------- | ------- |
| بوكا جونيورز             | 2004–05                  | فرنسا البريميرا          | 7         | 0       | -أجل      | -أجل    | 7         | 0       | 2         | 0       | 16        | 0       |
| بوكا جونيورز             | 2005–06                  | فرنسا البريميرا          | 34        | 0       | -أجل      | -أجل    | 1         | 0       | 2         | 0       | 37        | 0       |
| بوكا جونيورز             | 2006–07                  | فرنسا البريميرا          | 20        | 1       | -أجل      | -أجل    | -أجل      | -أجل    | 1         | 0       | 21        | 1       |
| بوكا جونيورز             | إجمالي                   | إجمالي                   | 61        | 1       | -أجل      | -أجل    | 8         | 0       | 5         | 0       | 74        | 1       |
| ريال مدريد               | 2006–07                  | لاليغا                   | 13        | 0       | 2         | 0       | 2         | 0       | -أجل      | -أجل    | 17        | 0       |
| ريال مدريد               | 2007–08                  | لاليغا                   | 31        | 0       | 4         | 0       | 6         | 0       | 1         | 0       | 42        | 0       |
| ريال مدريد               | 2008–09                  | لاليغا                   | 26        | 1       | 1         | 0       | 6         | 0       | 0         | 0       | 33        | 1       |
| ريال مدريد               | 2009–10                  | لاليغا                   | 18        | 0       | 2         | 0       | 2         | 0       | -أجل      | -أجل    | 22        | 0       |
| ريال مدريد               | 2010–11                  | لاليغا                   | 4         | 0       | 3         | 0       | 0         | 0       | -أجل      | -أجل    | 7         | 0       |
| ريال مدريد               | إجمالي                   | إجمالي                   | 92        | 1       | 12        | 0       | 16        | 0       | 1         | 0       | 121       | 1       |
| الرومان (القرض)          | 2011–12                  | السلطة الافريقية         | 30        | 1       | 2         | 0       | 0         | 0       | -أجل      | -أجل    | 32        | 1       |
| فالنسيا                  | 2012–13                  | لاليغا                   | 13        | 0       | 1         | 0       | 4         | 0       | -أجل      | -أجل    | 18        | 0       |
| (مستعارة)                | 2012–13                  | فرنسا البريميرا          | 3         | 0       | 0         | 0       | 4         | 1       | -أجل      | -أجل    | 7         | 1       |
| بوكا جونيورز             | 2013–14                  | فرنسا البريميرا          | 20        | 0       | 0         | 0       | 0         | 0       | -أجل      | -أجل    | 20        | 0       |
| بوكا جونيورز             | 2014                     | فرنسا البريميرا          | 10        | 1       | 0         | 0       | 6         | 0       | -أجل      | -أجل    | 16        | 1       |
| بوكا جونيورز             | 2015                     | فرنسا البريميرا          | 14        | 2       | 3         | 1       | 6         | 0       | -أجل      | -أجل    | 23        | 3       |
| بوكا جونيورز             | 2016                     | فرنسا البريميرا          | 11        | 0       | 0         | 0       | 6         | 1       | 1         | 0       | 18        | 1       |
| بوكا جونيورز             | 2016–17                  | فرنسا البريميرا          | 16        | 2       | 0         | 0       | 0         | 0       | -أجل      | -أجل    | 16        | 2       |
| بوكا جونيورز             | 2017–18                  | فرنسا البريميرا          | 6         | 0       | 6         | 1       | 0         | 0       | -أجل      | -أجل    | 12        | 1       |
| بوكا جونيورز             | 2018–19                  | فرنسا البريميرا          | 8         | 0       | 1         | 0       | 5         | 0       | -أجل      | -أجل    | 14        | 0       |
| بوكا جونيورز             | إجمالي                   | إجمالي                   | 85        | 5       | 10        | 2       | 23        | 1       | 1         | 0       | 119       | 8       |
| (فيليز سارسفيلد)         | 2019–20                  | فرنسا البريميرا          | 13        | 0       | 0         | 0       | 2         | 0       | 1         | 0       | 16        | 0       |
| (فيليز سارسفيلد)         | 2020–21                  | فرنسا البريميرا          | 1         | 0       | -أجل      | -أجل    | -أجل      | -أجل    | -أجل      | -أجل    | 1         | 0       |
| (فيليز سارسفيلد)         | إجمالي                   | إجمالي                   | 14        | 0       | 0         | 0       | 2         | 0       | 1         | 0       | 17        | 0       |
| مجموع فريق بوكا جونيور   | مجموع فريق بوكا جونيور   | مجموع فريق بوكا جونيور   | 146       | 6       | 10        | 2       | 31        | 1       | 6         | 0       | 193       | 9       |
| (Vélez Sársfield) إجمالي | (Vélez Sársfield) إجمالي | (Vélez Sársfield) إجمالي | 17        | 0       | 0         | 0       | 6         | 1       | 1         | 0       | 24        | 1       |
| إجمالي المهن             | إجمالي المهن             | إجمالي المهن             | 298       | 8       | 25        | 2       | 57        | 2       | 8         | 0       | 388       | 12      |

### دولي
| المنتخب الوطني | سنة     | التطبيقات | الأهداف |
| -------------- | ------- | --------- | ------- |
| الأرجنتين      | 2007    | 13        | 0       |
| الأرجنتين      | 2008    | 7         | 0       |
| الأرجنتين      | 2009    | 7         | 0       |
| الأرجنتين      | 2010    | 1         | 0       |
| الأرجنتين      | 2011    | 7         | 0       |
| الأرجنتين      | 2012    | 8         | 0       |
| الأرجنتين      | 2013    | 3         | 0       |
| الأرجنتين      | 2014    | 11        | 0       |
| الأرجنتين      | 2015    | 3         | 0       |
| الأرجنتين      | 2017    | 1         | 0       |
| المجموع        | المجموع | 61        | 0       |

## الأوسمة

### لاعب
بوكا جونيورز
- الدوري الأرجنتيني الأول : 2005، الدوري الختامي 2006، 2015، 2016–17، 2017–18
- كوبا سود أمريكانا : 2005
- ريكوبا سوداميريكانا : 2005، 2006
- كوبا الأرجنتين : 2015

ريال مدريد
- الدوري الإسباني : 2006–07، 2007–08
- كأس ملك إسبانيا : 2010–11
- كأس السوبر الإسباني : 2008

فيليز سارسفيلد
- الدوري الأرجنتيني الأول : 2012–13

الأرجنتين تحت 20 عامًا
- كأس العالم للشباب تحت 20 سنة : 2005

الأرجنتين الأولمبية
- الألعاب الأولمبية الصيفية : 2008

الأرجنتين
- وصيف كأس العالم لكرة القدم : 2014
- وصيف كوبا أمريكا : 2007، 2015

فردي
- فريق العام لأمريكا الجنوبية: 2005، 2006[79]

### مدير
نادي السباق
- كأس الدوري الإسباني الاحترافي : 2022[80]
- كأس السوبر الدولي : 2022[57][81]

فردي
- أفضل مدرب في أمريكا. أفضل مدرب في الدوري الأرجنتيني: 2022

## روابط خارجية
- فرناندو غاغو على موقع الاتحاد الدولي (مؤرشف)  (الإنجليزية)
- فرناندو غاغو على موقع الاتحاد الأوربي (الإنجليزية)
- فرناندو غاغو على موقع إي إس بي إن إف سي (الإنجليزية)
- فرناندو غاغو على موقع قاعدة بيانات كرة القدم.إي يو (الإنجليزية)
- فرناندو غاغو على موقع ليكيب (الفرنسية)
- فرناندو غاغو على موقع ناشيونال فوتبول تيمز (الإنجليزية)
- فرناندو غاغو على موقع Soccerbase.com (لاعب) (الإنجليزية)
- فرناندو غاغو على موقع Soccerway.com (الإنجليزية)
- فرناندو غاغو على موقع عالم كرة القدم.نت (الإنجليزية)
- فرناندو غاغو على موقع كووورة